# LRTOMT
LRTOMT‏ (Leucine-rich repeat-containing protein 51) هوَ بروتين يُشَفر بواسطة جين LRTOMT في الإنسان.